# Liegi-Bastogne-Liegi Under-23
La Liegi-Bastogne-Liegi Under-23 (fr.: Liège-Bastogne-Liège Espoirs) è una corsa in linea maschile di ciclismo su strada riservata alla categoria Under-23 che si tiene annualmente nella regione della Vallonia, in Belgio. Corsa per la prima volta nel 1986, fino al 1996 fu riservata ai dilettanti, mentre dal 1997 venne aperta agli Under-23 e dal 2005 fa parte del calendario dell'UCI Europe Tour come gara di classe 1.2U.

## Albo d'oro
Aggiornato all'edizione 2025.
| Anno | Vincitore                             | Secondo                               | Terzo                                 |
| ---- | ------------------------------------- | ------------------------------------- | ------------------------------------- |
| 1986 | Frans Maassen                         | Yves Van Royen                        | Carlos Malfait                        |
| 1987 | Stephan Raekers                       | Peter De Clercq                       | Christ Brulez                         |
| 1988 | Marcel Derix                          | Benny Ansems                          | Thierry Bock                          |
| 1989 | Philippe Mathy                        | Ronny Thomas                          | Patrick Philippaerts                  |
| 1990 | Sandro Bottelberghe                   | Fabrice Naessens                      | Georges Wattiaux                      |
| 1991 | Pierre Herinne                        | Jan Boven                             | Léon van Bon                          |
| 1992 | Laurent Eudeline                      | Jan Boven                             | Stéphane Cueff                        |
| 1993 | Marc Janssens                         | Leith Sherwin                         | Léon van Bon                          |
| 1994 | Franck Laurance                       | Denis François                        | Stig Guldbaek                         |
| 1995 | Raivis Belohvoščiks                   | Casper van der Meer                   | Gert Vanderaerden                     |
| 1996 | Raivis Belohvoščiks                   | Kristof Trouvé                        | Kris Matthijs                         |
| 1997 | Christian Poos                        | Karsten Kroon                         | Ondřej Sosenka                        |
| 1998 | Frédéric Drillaud                     | Nicolas Fritsch                       | Gaël Moreau                           |
| 1999 | Philippe Koehler                      | Wesley Theunis                        | Charles Wegelius                      |
| 2000 | Jurgen Van Goolen                     | Wim Van Huffel                        | Grégory Faghel                        |
| 2001 | Ruslan Hryščenko                      | Tom Boonen                            | Andrej Kašečkin                       |
| 2002 | Christophe Kern                       | Michail Timošin                       | Steven Caethoven                      |
| 2003 | Johan Vansummeren                     | Jurgen Van Den Broeck                 | Pieter Weening                        |
| 2004 | Branislaŭ Samojlaŭ                    | Mads Christensen                      | Laurent Arn                           |
| 2005 | Martin Pedersen                       | Anders Lund                           | Ruslan Sambris                        |
| 2006 | Kai Reus                              | Tom Stamsnijder                       | Dmitrij Kozončuk                      |
| 2007 | Grega Bole                            | Anthony Roux                          | Andrius Buividas                      |
| 2008 | Jan Bakelants                         | Romain Zingle                         | Jan Ghyselinck                        |
| 2009 | Rasmus Guldhammer                     | Romain Zingle                         | Dennis van Winden                     |
| 2010 | Ramūnas Navardauskas                  | Nicki Østergaard                      | Sebastian Lander                      |
| 2011 | Tosh Van Der Sande                    | Romain Bardet                         | Matthias Allegaert                    |
| 2012 | Michael Valgren                       | Ian Boswell                           | Josh Berry                            |
| 2013 | Michael Valgren                       | Nathan Brown                          | Jasper Stuyven                        |
| 2014 | Anthony Turgis                        | Dylan Teuns                           | Tao Geoghegan Hart                    |
| 2015 | Guillaume Martin                      | Silvio Herklotz                       | Tao Geoghegan Hart                    |
| 2016 | Logan Owen                            | Pavel Sivakov                         | Ruben Guerreiro                       |
| 2017 | Bjorg Lambrecht                       | James Knox                            | Lucas Hamilton                        |
| 2018 | João Almeida                          | Andrea Bagioli                        | Alexys Brunel                         |
| 2019 | Kevin Vermaerke                       | Viktor Verschaeve                     | Tobias Foss                           |
| 2020 | annullata per la Pandemia di COVID-19 | annullata per la Pandemia di COVID-19 | annullata per la Pandemia di COVID-19 |
| 2021 | Leo Hayter                            | Rick Pluimers                         | Tobias Halland Johannessen            |
| 2022 | Romain Grégoire                       | Lennert van Eetvelt                   | Gwen Leclainche                       |
| 2023 | Francesco Busatto                     | Antoine Huby                          | Davide De Pretto                      |
| 2024 | Joseph Blackmore                      | Robin Orins                           | Jørgen Nordhagen                      |
| 2025 | Jarno Widar                           | Senna Remijn                          | Simone Gualdi                         |